# جزيرة بيمارونغ
جزيرة بيمارونغ وهي جزيرة من جزر إندونيسيا، وتقع في إقليم كالمنتان الشرقية.